# Wembley Stadium
|  | Aquest article tracta sobre el nou estadi. Vegeu-ne altres significats a «Wembley Stadium (antic)». |

El Wembley Stadium és un estadi de futbol situat a la ciutat de Londres. L'antic Wembley era l'estadi més famós de tota Anglaterra i un dels més coneguts de tot el món. El nou Wembley és la llar de la selecció de futbol d'Anglaterra. És una obra del britànic Norman Foster.
Després de la demolició l'any 2000 de l'antic Wembley s'obria la porta a un nou estadi amb una capacitat de 90.000 espectadors. El cost del projecte va rondar els 757 milions de lliures esterlines (1.097 milions d'euros).
Estava previst que l'estadi nacional s'inaugurés el 13 de maig de 2006 amb la final de la Copa FA, però a causa de problemes amb les empreses constructores "Multiprex" i "WNSL", es va fixar un nou termini previst per a setembre de 2006, amb el primer partit de la classificació per a l'Eurocopa 2008, que havia d'enfrontar a Anglaterra contra Andorra. No obstant això, de nou es va haver de retardar la inauguració, fins a l'any 2007, sense especificar cap data aquesta vegada.
El nou disseny circular per a 90.000 espectadors, amb sostre que es tanca o s'obre depenent de les condicions climàtiques, és l'edifici amb més banys de tot el món. L'estadi té un arc que el creua de punta a punta, amb una altura de 133 metres sobre l'estadi.
L'estadi està connectat amb les estacions de metro de "Wembley Park" i "Wembley Central" via "White Horse Bridge".
La construcció del nou Wembley és part del projecte per als Jocs Olímpics Londres 2012, que albergarà tant partits de futbol femení com masculí i les finals d'ambdós.
El dissabte 28 de maig de 2011 s'hi celebrà la final de la 56a edició de la Lliga de Campions de la UEFA, guanyada pel Futbol Club Barcelona, que superà el Manchester United FC per 3 a 1.

## Galeria fotogràfica

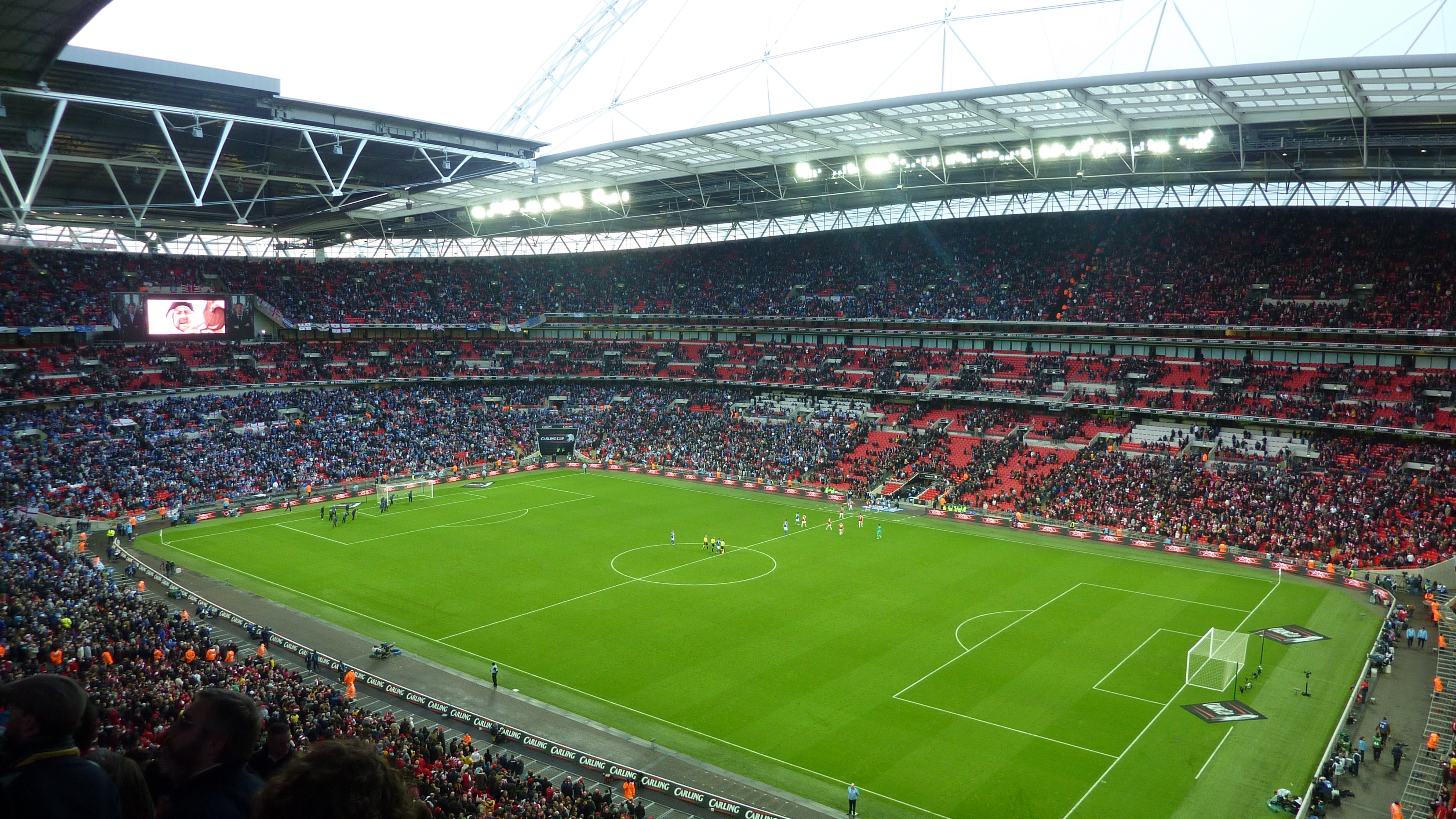
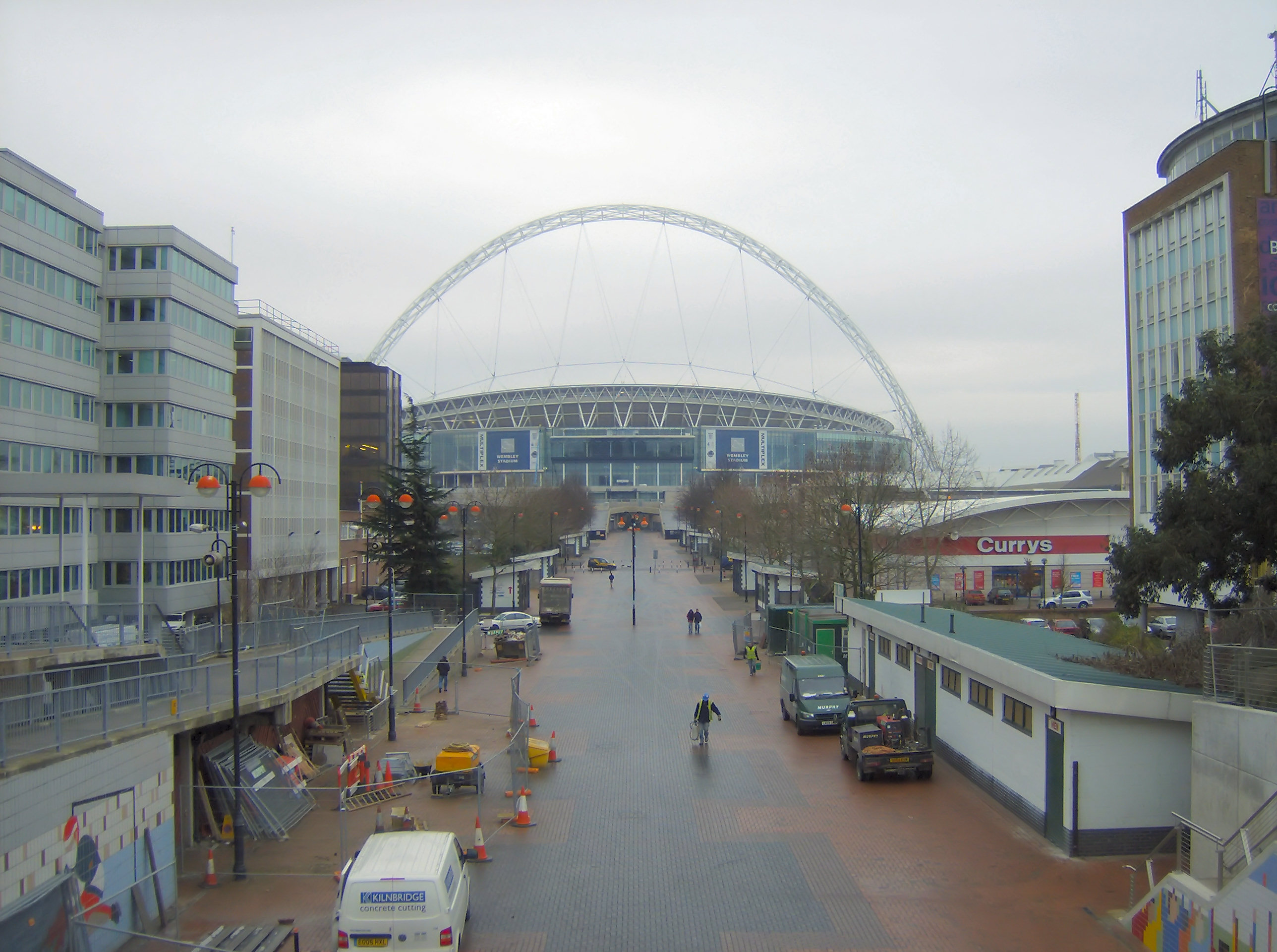
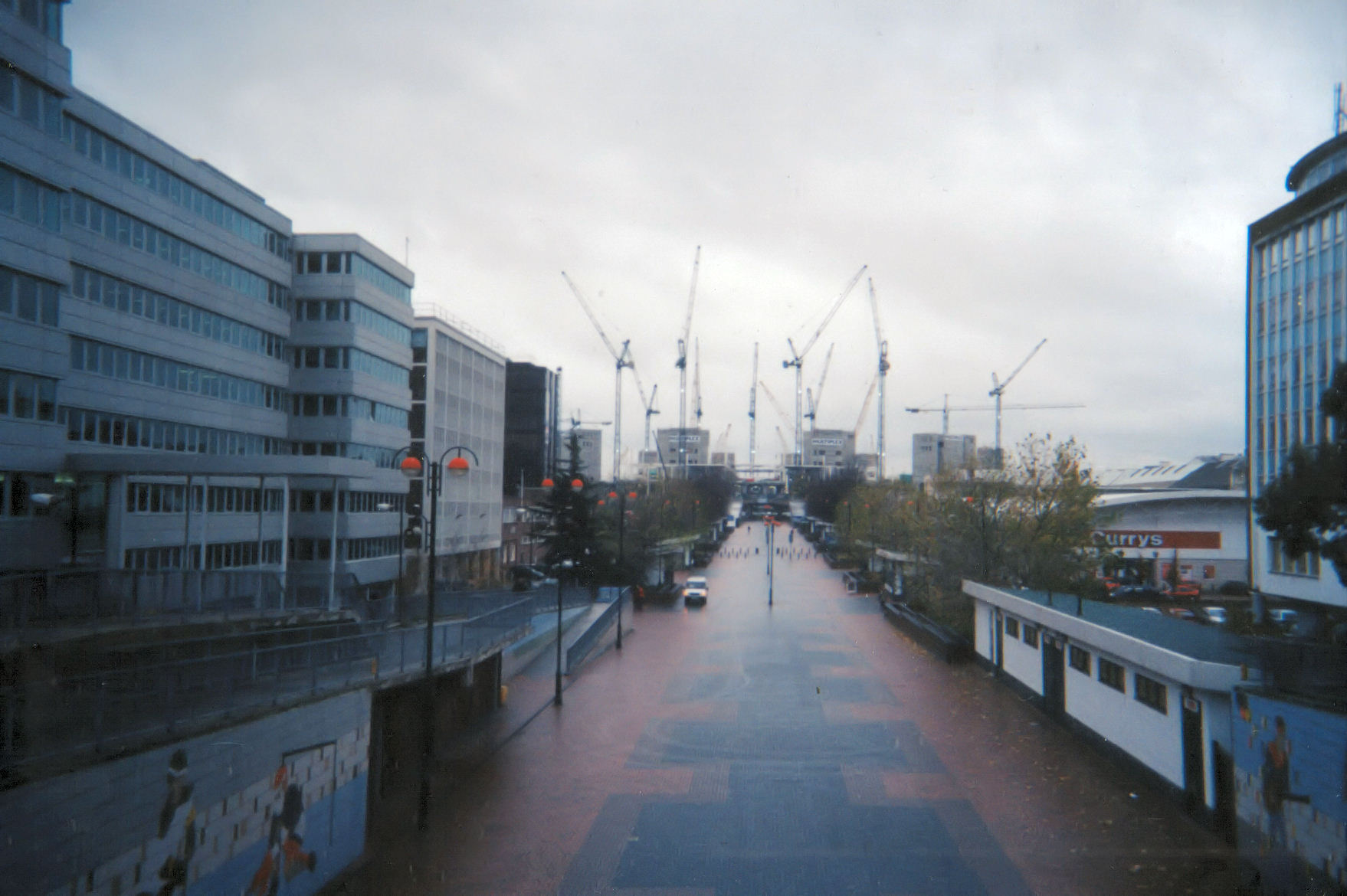
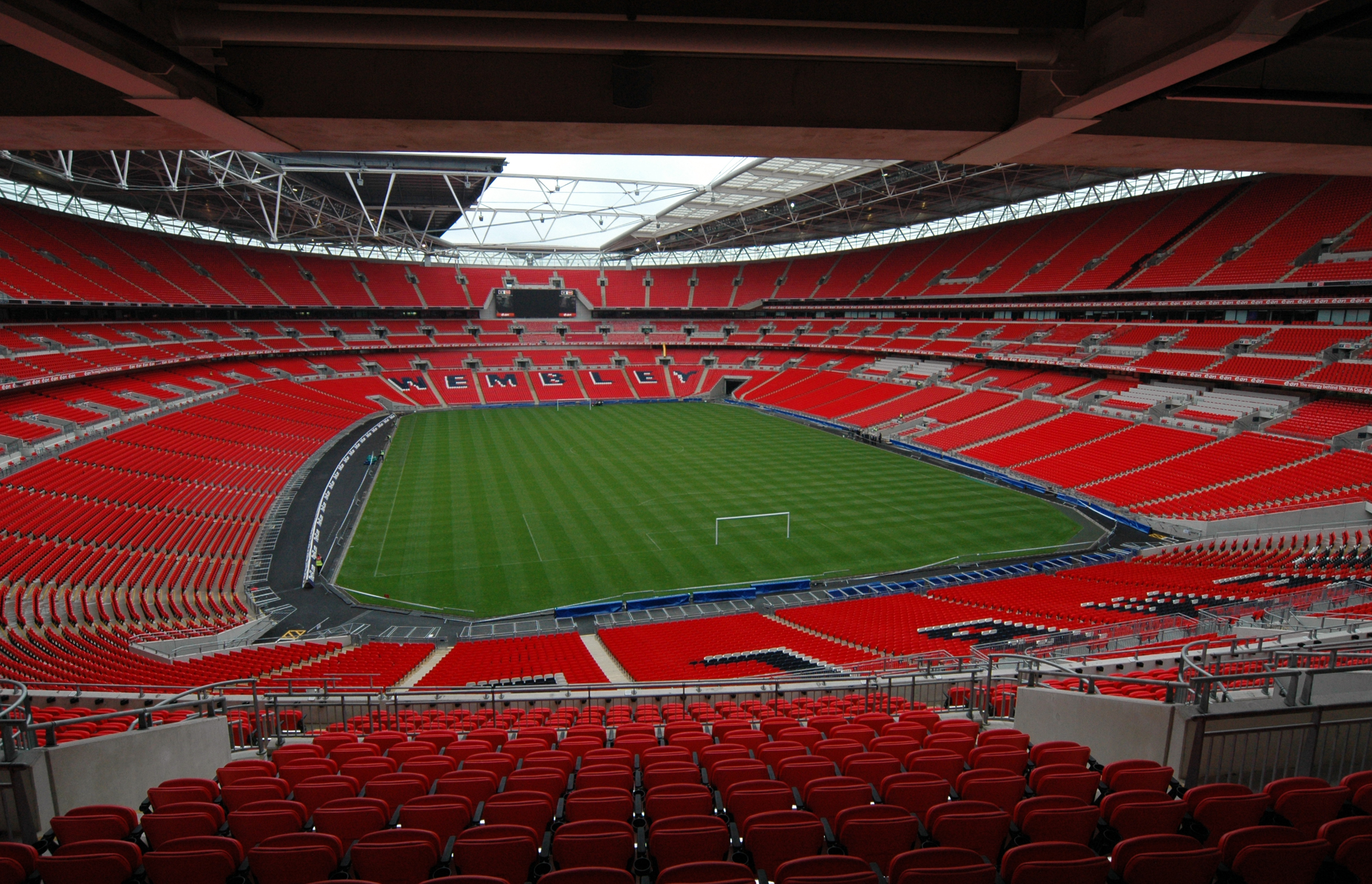
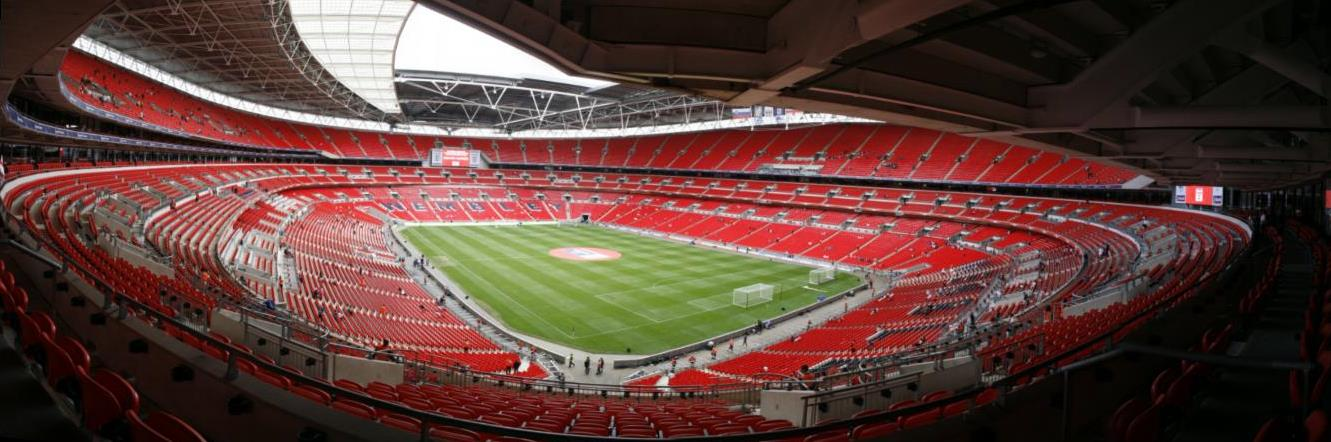
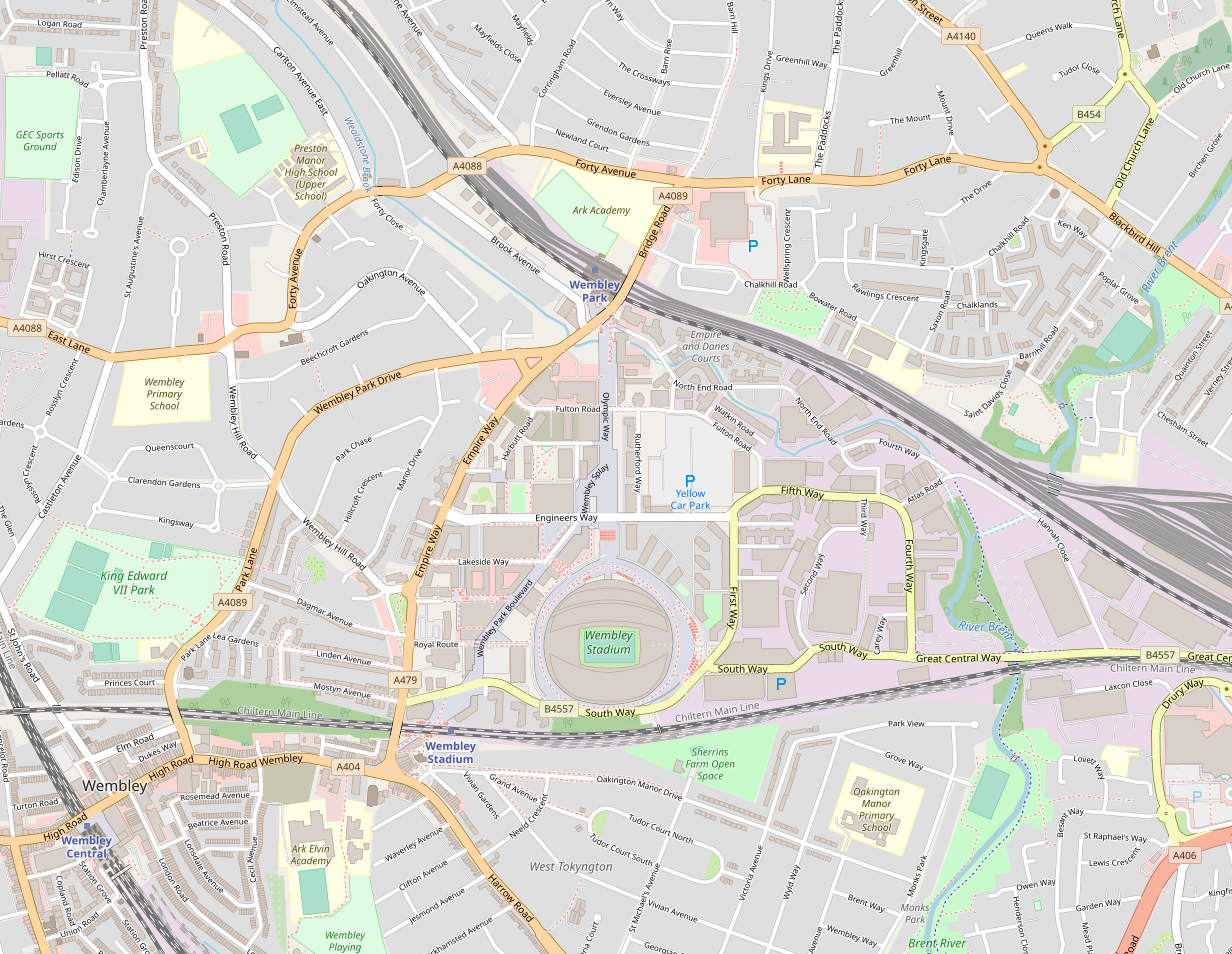
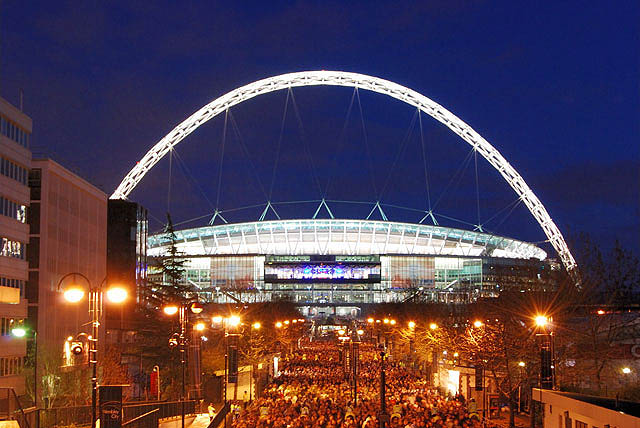
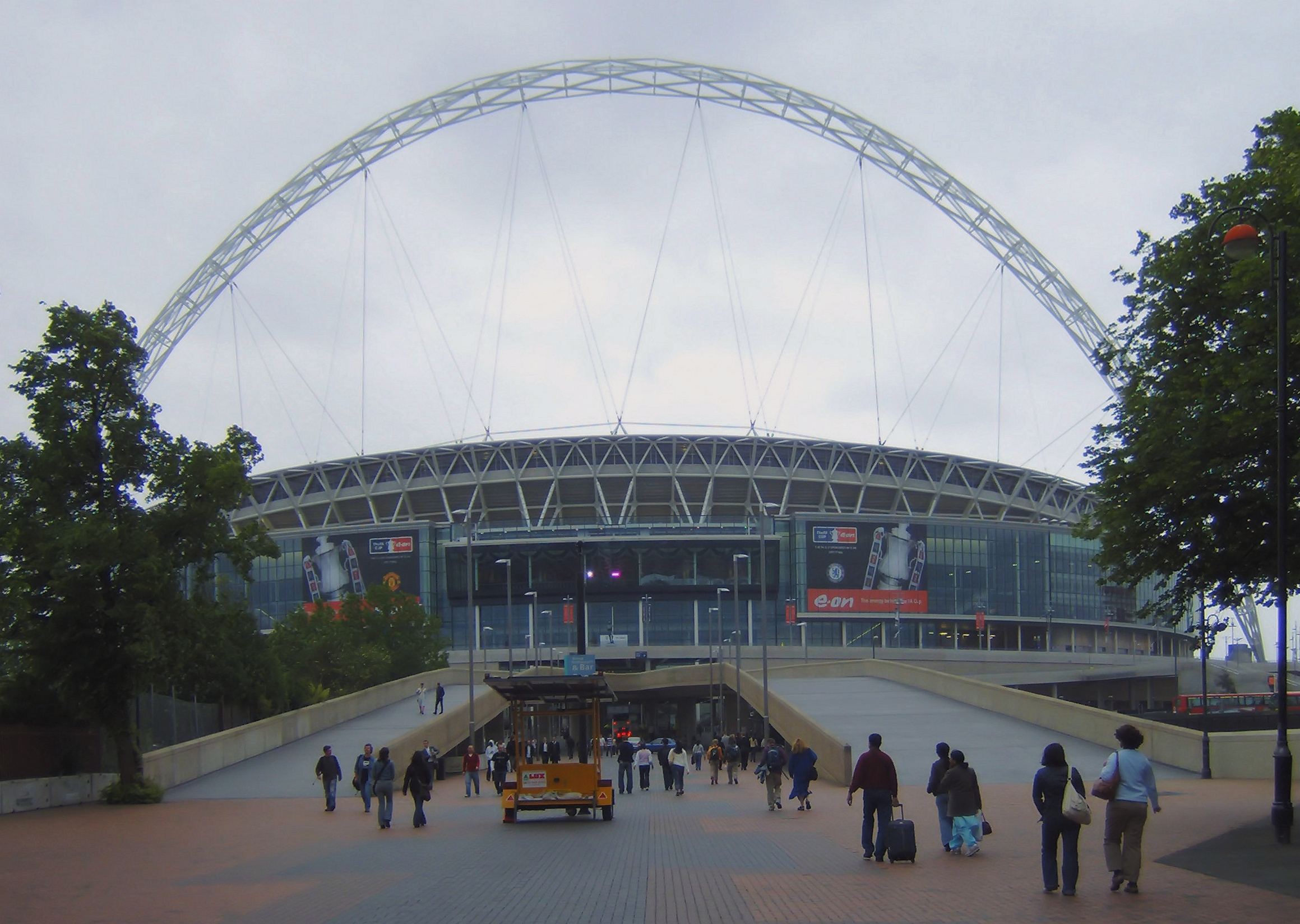
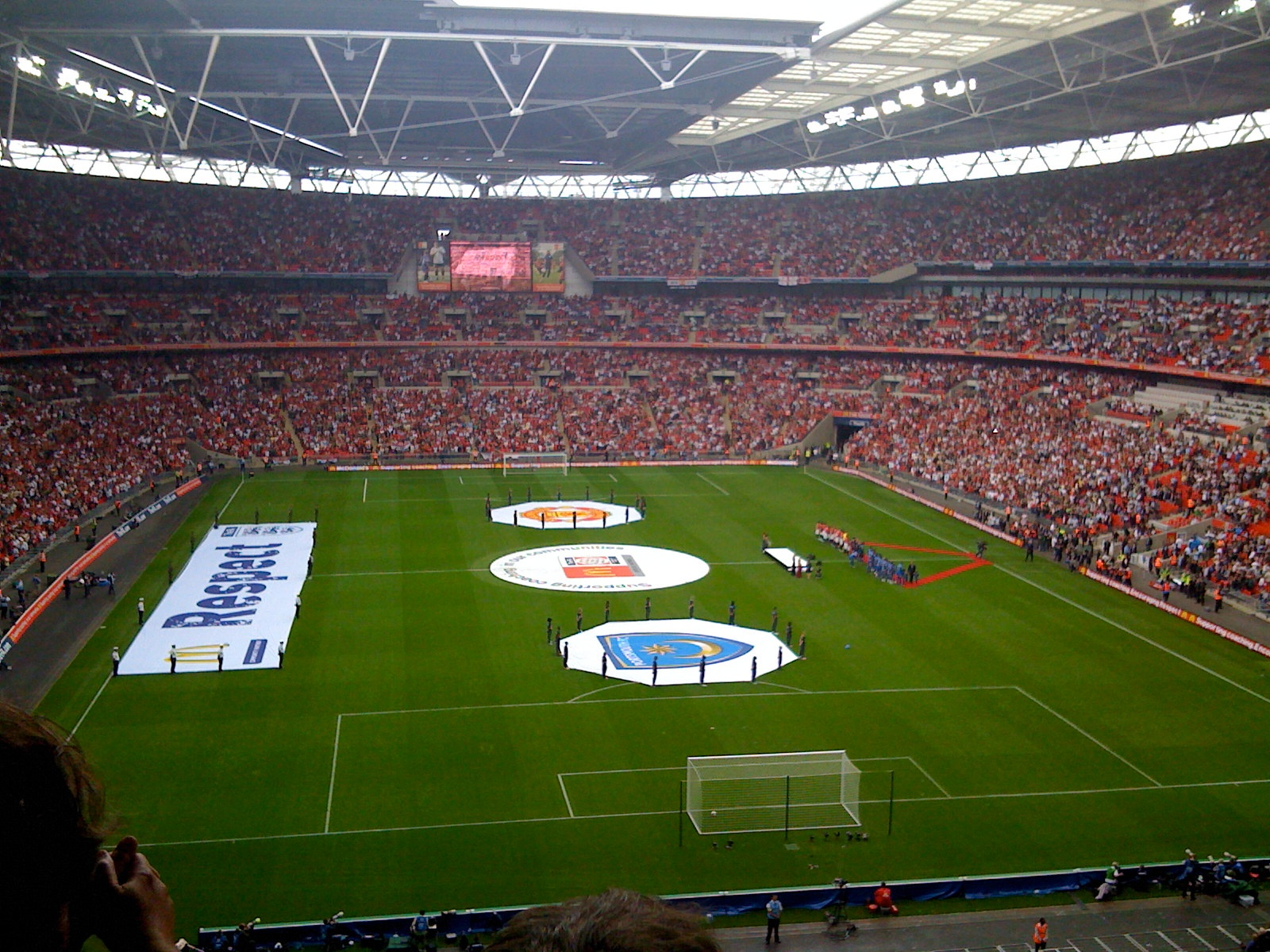
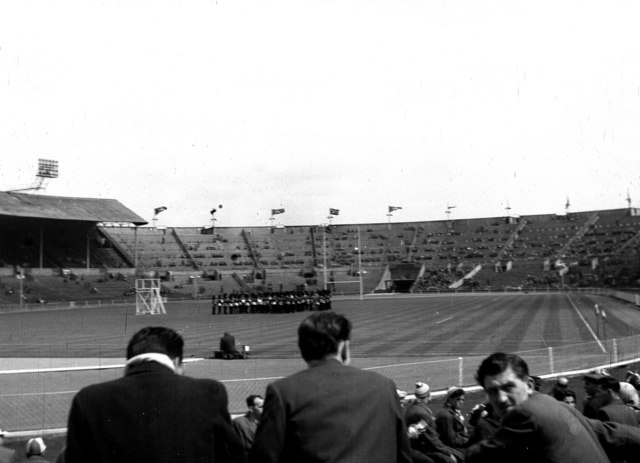
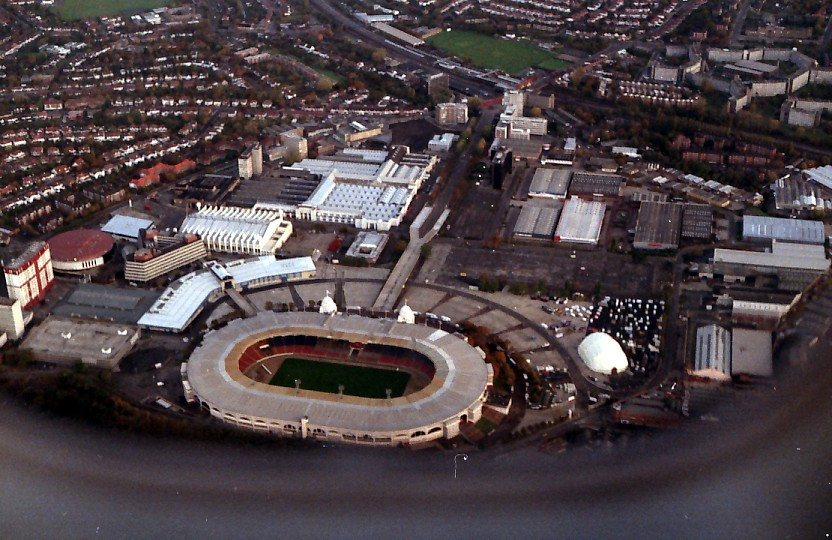
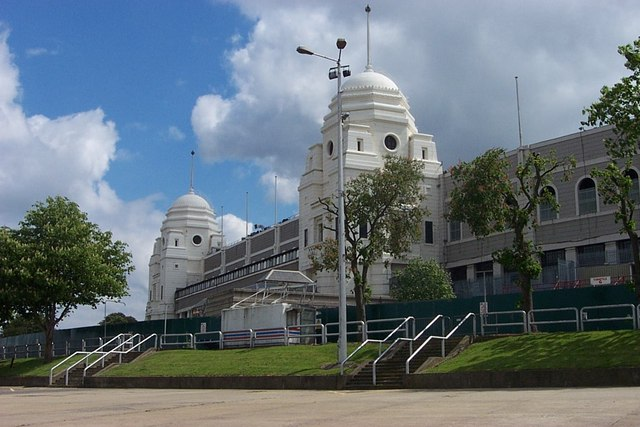
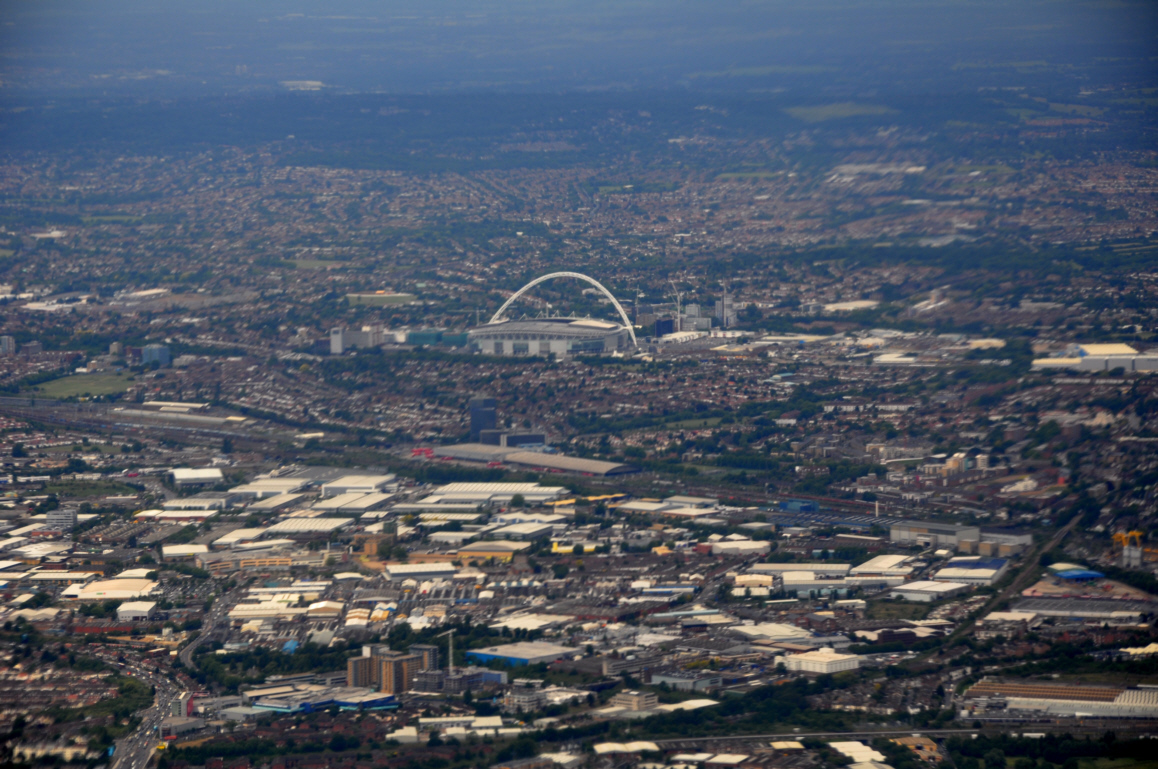
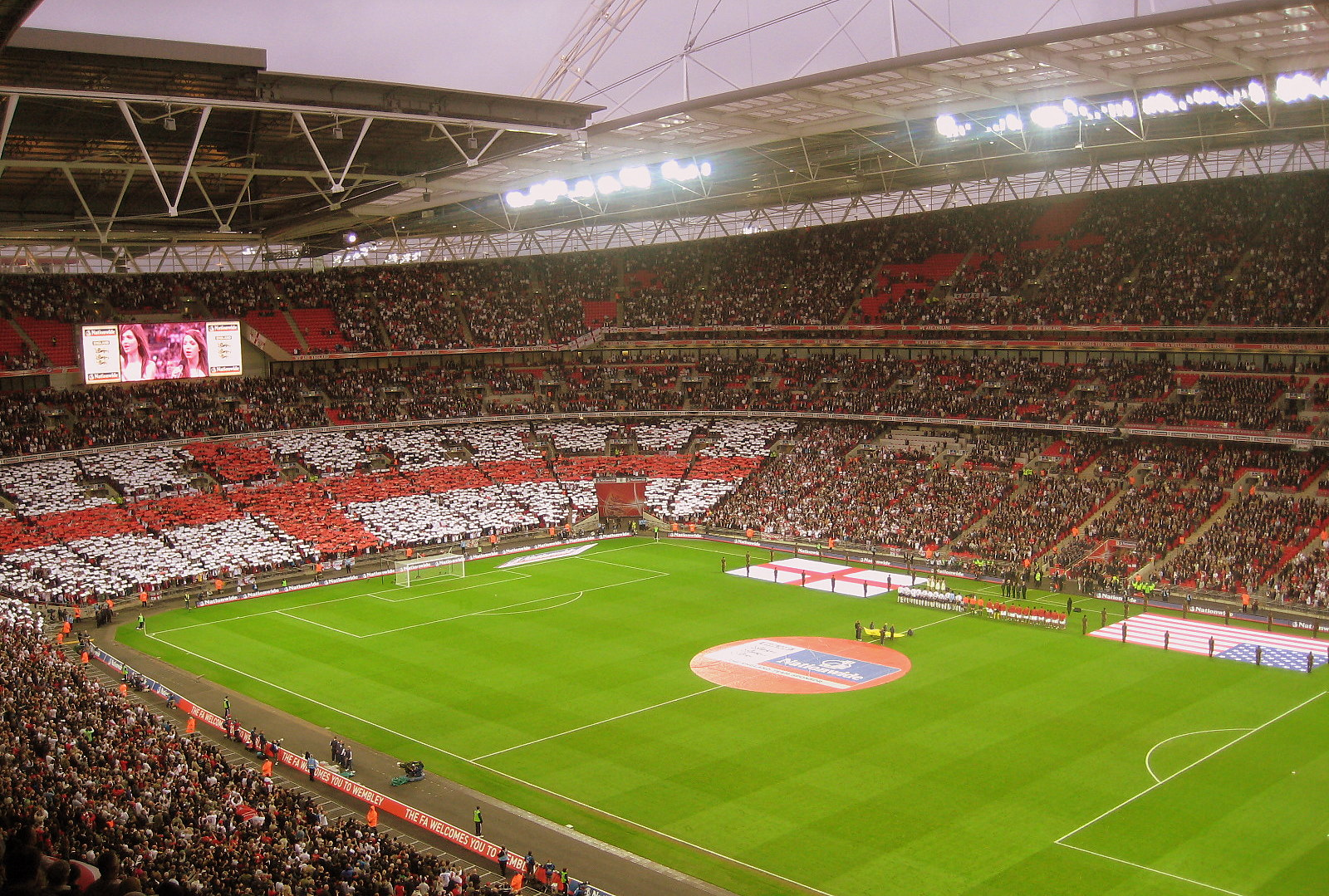